# David Alba García-Baquero
David Alba García-Baquero (Madrid, 4 de junio de 1985) es un exfutbolista español cuyo último club fue el CF Fuenlabrada.

## Trayectoria
Formado en las categorías inferiores del Rayo Vallecano, es un jugador que se desenvuelve por la banda derecha como lateral. Tras jugar en el Rayo Vallecano desde la temporada 2005-06 hasta la 2007-08, ficha por el Celta de Vigo B. Juega en el filial celtiña durante dos temporadas para recalar en el Conquense, en la temporada 2010-11. Las dos siguientes temporadas las disputó en el Albacete Balompié, la 2013-14 con el Real Oviedo y la siguiente con el CF Fuenlabrada. Tras finalizarla, se retiró.

## Clubes
| Club                       | País   | Año       |
| -------------------------- | ------ | --------- |
| Rayo Vallecano B           | España | 2005-2006 |
| Rayo Vallecano             | España | 2006-2008 |
| Celta B                    | España | 2008-2010 |
| UB Conquense               | España | 2010-2011 |
| Albacete                   | España | 2011-2013 |
| Real Oviedo                | España | 2013-2014 |
| Club de Fútbol Fuenlabrada | España | 2014-2015 |